# Diócesis de Sion
La diócesis de Sion (en latín: Dioecesis Sedunen(sis), en francés: Diocèse de Sion y en alemán: Bistum Sitten) es una circunscripción eclesiástica latina de la Iglesia católica en Suiza, inmediatamente sujeta a la Santa Sede. La diócesis tiene al obispo Jean-Marie Lovey, C.R.B. como su ordinario desde el 8 de julio de 2014.

## Territorio y organización

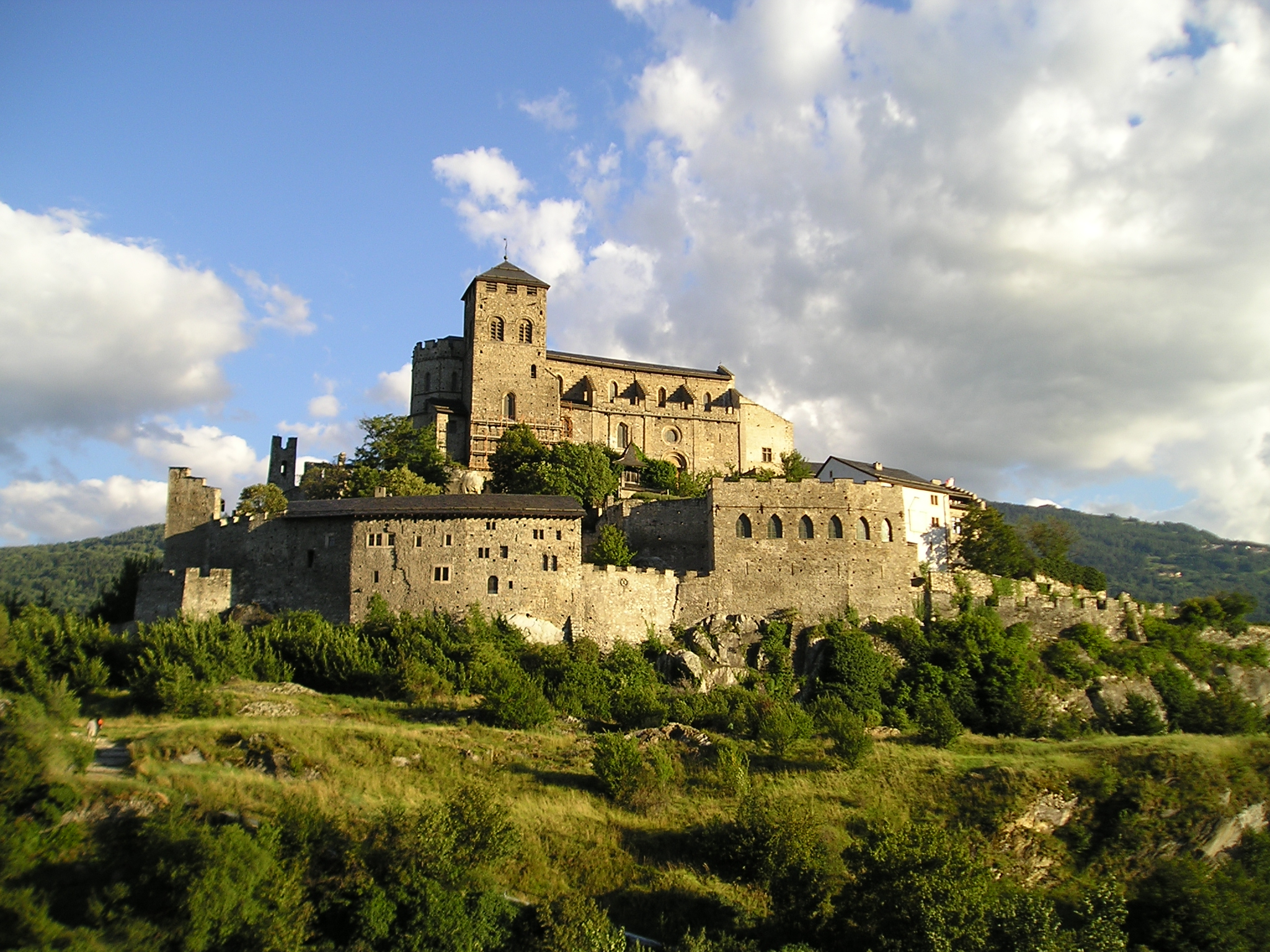
Basílica Notre-Dame de Valère

La diócesis tiene 5589 km² y extiende su jurisdicción sobre los fieles católicos de rito latino residentes en casi todo el cantón del Valais, excepto el territorio perteneciente a la abadía territorial de San Mauricio y la parte suiza de la parroquia de Saint-Gingolph, que pertenece a la diócesis de Annecy. También forma parte de la diócesis el distrito de Aigle en el cantón de Vaud.
La sede de la diócesis se encuentra en la ciudad de Sion, en donde se halla la Catedral de Nuestra Señora.
En 2020 en la diócesis existían 157 parroquias agrupadas en 12 decanatos y 35 sectores pastorales. Los decanatos de la parte gemanófona de la diócesis son: Ernen, Brig, Visp, Raron y Leuk. Los decanatos de la parte francófona son: Sierre, Sion, Vex, Ardon, Martigny, Monthey y Aigle.

## Historia

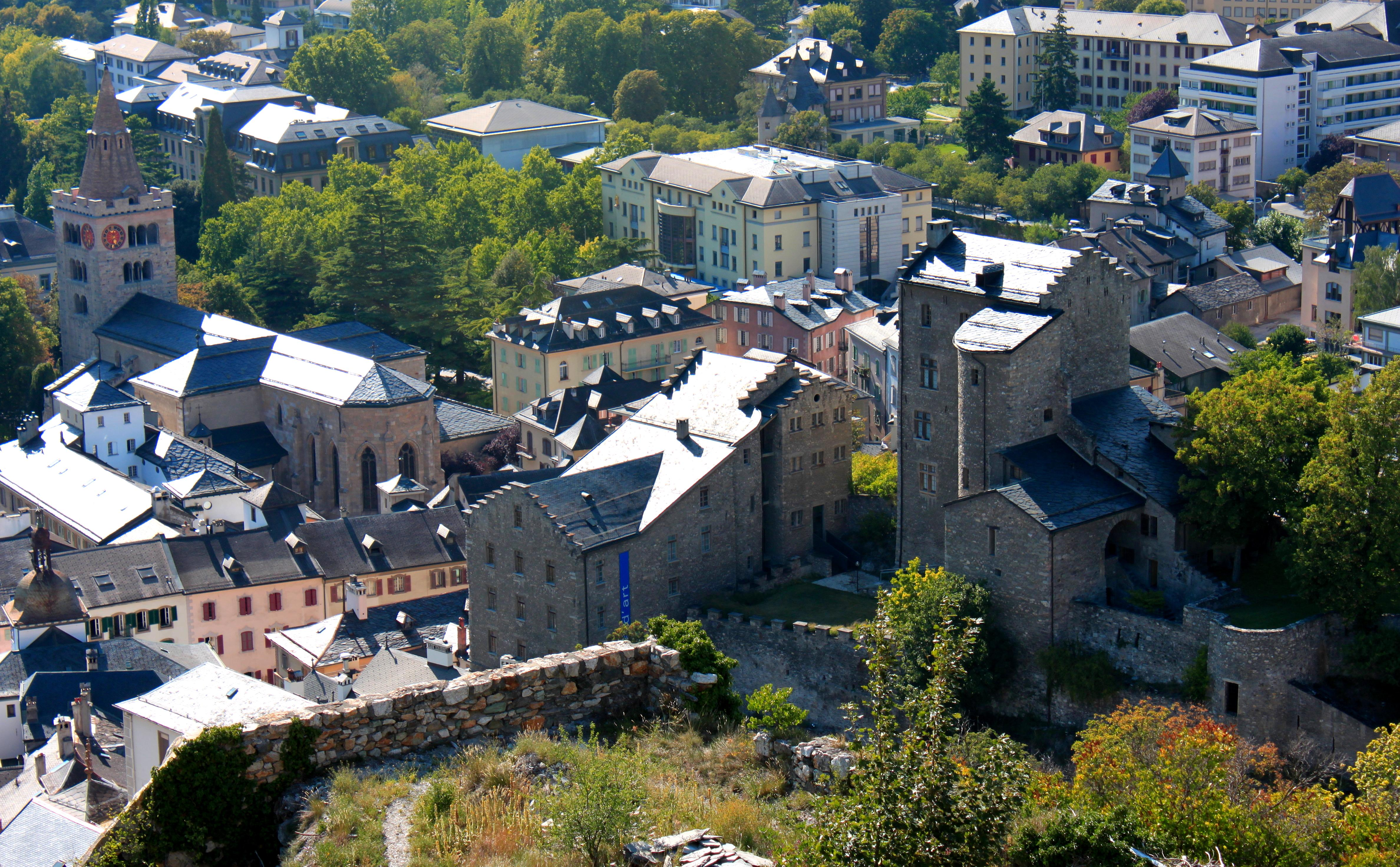
El castillo de la Majorie, fue residencia de los obispos de Sion de 1373 a 1788

La diócesis de Valais está documentada por primera vez en la segunda mitad del siglo IV. Tiene su origen en la antigua diócesis de Octodurus, hoy Martigny, capital del pueblo veragro, que tomó el nombre de Forum Claudii Vallensium cuando Roma conquistó estas tierras y las convirtió en civitas de la provincia de los Alpes Peninos.
El primer obispo conocido es Teodoro o Teódulo, cuya firma se encuentra en las actas de los concilios de Aquilea en 381 y de Milán en 390, y que hoy es el santo patrón de la diócesis. Entre 565 y 585 la sede episcopal fue trasladada a Sion: el primer obispo con el título Sedunen(sis) fue Eliodoro, quien estuvo representado en el concilio de Mâcon en 585 como missus Eliodori episcopi a Seduni. Las razones que llevaron a los obispos a trasladar la sede de la diócesis no están claras: las hipótesis más probables son o bien las invasiones de los lombardos o problemas de cercanía y rivalidad con los abades de Agauno.
La sufraganeidad de la diócesis de Sion también es incierta: no está claramente documentado que pertenezca a la metrópolis de Milán y luego a la de Vienne; en época carolingia, entre 794 y 811, pasó a formar parte de la provincia eclesiástica de Tarentaise, junto con la diócesis de Aosta. En 1513 el papa León X la sujetó inmediatamente a la Santa Sede.
En 999 Rodolfo III de Borgoña concedió al obispo Ugo y a sus sucesores el título de condes de Valais, con poderes conciliares sobre todo el Valais; cuando Borgoña fue anexada al Sacro Imperio Romano Germánico, los condes-obispos se convirtieron en príncipes del Imperio, reuniendo así los poderes espirituales y temporales en su diócesis. Este poder temporal cesó en 1798, aunque en el siglo XVII el título de príncipe solo se había convertido en honorífico.
El cabildo catedralicio está atestiguado por primera vez en 1043 y sus estatutos más antiguos datan de 1168; el archivo capitular es uno de los más importantes de Suiza e incluye las escrituras notariales más antiguas del país; en 1919 renunció al derecho de elegir obispos, seguido de la renuncia del consejo cantonal en 1929: Jules-Maurice Abbet fue el último obispo elegido conjuntamente por estas dos instituciones.
Del libro de los diezmos sabemos que entre los siglos XIV y XV la diócesis contaba con 66 parroquias, divididas en dos decanatos: el norte, de habla alemana, y el sur, de habla francesa, divididos por el río Sionne. A finales del siglo XVIII, la diócesis contaba con cerca de 97 parroquias, divididas en 10 decanatos, introducidas en el siglo XVII. Pocas eran las abadías presentes en el territorio diocesano; además de las de Agauno y San Pietro del Mont-Joux en Bourg-Saint-Pierre, construidas en el primer milenio como fundaciones monásticas según la regla de san 
Columbano, se documentan otras cuatro abadías benedictinas en el siglo XII en Ayent, Granges, Port-Valais y Saint-Pierre-de-Clages.
La diócesis resistió bien los intentos de los reformadores de imponer el luteranismo. En 1604 la dieta de Valais reconoció el catolicismo como religión oficial y esto provocó la expulsión de la diócesis de todas las familias protestantes.
En ejecución de las decisiones del Concilio de Trento, los obispos se comprometieron durante los siglos XVII y XVIII a visitar regularmente las parroquias de la diócesis. En 1748 el seminario diocesano fue erigido en el convento de Géronde (como de Sierre) por el obispo Johann Jakob Blatter.
La diócesis no sufrió mucho por la Revolución francesa; El obispo Joseph Anton Blatter tuvo que refugiarse durante un cierto período en Novara; en 1802 la constitución cantonal reconoció nuevamente la religión católica como religión del Estado.
En 1822 Sion incorporó las parroquias de Zwischbergen y Simplon, que pertenecían a la diócesis de Novara; de esta manera la diócesis llegó a sus límites actuales. Sin embargo, la secular cuestión de fronteras y competencias entre la diócesis de Sión y la abadía territorial de San Mauricio fue resuelta definitivamente por el papa Pío XI el 11 de octubre de 1933 con la bula Pastoralis cura.
En el territorio diocesano, en Ecône, se encuentran la casa matriz y el seminario de la Hermandad Sacerdotal de San Pío X fundada por Marcel Lefebvre.
En 1984 se inauguró el museo diocesano y del tesoro de la catedral en las instalaciones del palacio episcopal, construido en 1838.

## Estadísticas
De acuerdo al Anuario Pontificio 2021 la diócesis tenía a fines de 2020 un total de 260 971 fieles bautizados.
| Año                                                                             | Población            | Población | Población      | Sacerdotes | Sacerdotes    | Sacerdotes    | Bautizados por sacerdote | Diáconos permanentes | Religiosos | Religiosos | Parroquias |
| Año                                                                             | Bautizados católicos | Total     | % de católicos | Total      | Clero secular | Clero regular | Bautizados por sacerdote | Diáconos permanentes | Varones    | Mujeres    | Parroquias |
| ------------------------------------------------------------------------------- | -------------------- | --------- | -------------- | ---------- | ------------- | ------------- | ------------------------ | -------------------- | ---------- | ---------- | ---------- |
| 1950                                                                            | 145 000              | 150 000   | 96.7           | 405        | 259           | 146           | 358                      |                      | 228        | 614        | 145        |
| 1970                                                                            | 190 800              | 215 000   | 88.7           | 463        | 276           | 187           | 412                      |                      | 187        | 950        | 150        |
| 1980                                                                            | 212 000              | 240 000   | 88.3           | 431        | 231           | 200           | 491                      |                      | 268        | 800        | 154        |
| 1990                                                                            | 215 500              | 248 400   | 86.8           | 380        | 201           | 179           | 567                      | 1                    | 267        | 652        | 154        |
| 1999                                                                            | 225 562              | 270 982   | 83.2           | 312        | 166           | 146           | 722                      | 13                   | 203        | 387        | 158        |
| 2000                                                                            | 225 562              | 270 982   | 83.2           | 303        | 153           | 150           | 744                      | 12                   | 205        | 377        | 158        |
| 2001                                                                            | 225 562              | 270 982   | 83.2           | 290        | 158           | 132           | 777                      | 12                   | 186        | 374        | 158        |
| 2002                                                                            | 225 562              | 270 982   | 83.2           | 289        | 156           | 133           | 780                      | 13                   | 177        | 354        | 158        |
| 2003                                                                            | 225 133              | 296 057   | 76.0           | 274        | 151           | 123           | 821                      | 14                   | 172        | 348        | 158        |
| 2004                                                                            | 225 133              | 296 057   | 76.0           | 263        | 147           | 116           | 856                      |                      | 150        | 345        | 158        |
| 2010                                                                            | 235 735              | 309 202   | 76.2           | 233        | 139           | 94            | 1011                     | 16                   | 122        | 326        | 158        |
| 2014                                                                            | 247 700              | 322 000   | 76.9           | 223        | 136           | 87            | 1110                     | 17                   | 113        | 281        | 157        |
| 2017                                                                            | 265 739              | 358 213   | 74.2           | 216        | 131           | 85            | 1230                     | 18                   | 107        | 242        | 157        |
| 2020                                                                            | 260 971              | 358 213   | 72.9           | 166        | 142           | 24            | 1572                     | 20                   | 26         | 304        | 157        |
| Fuente: Catholic-Hierarchy, que a su vez toma los datos del Anuario Pontificio. |                      |           |                |            |               |               |                          |                      |            |            |            |

## Episcopologio

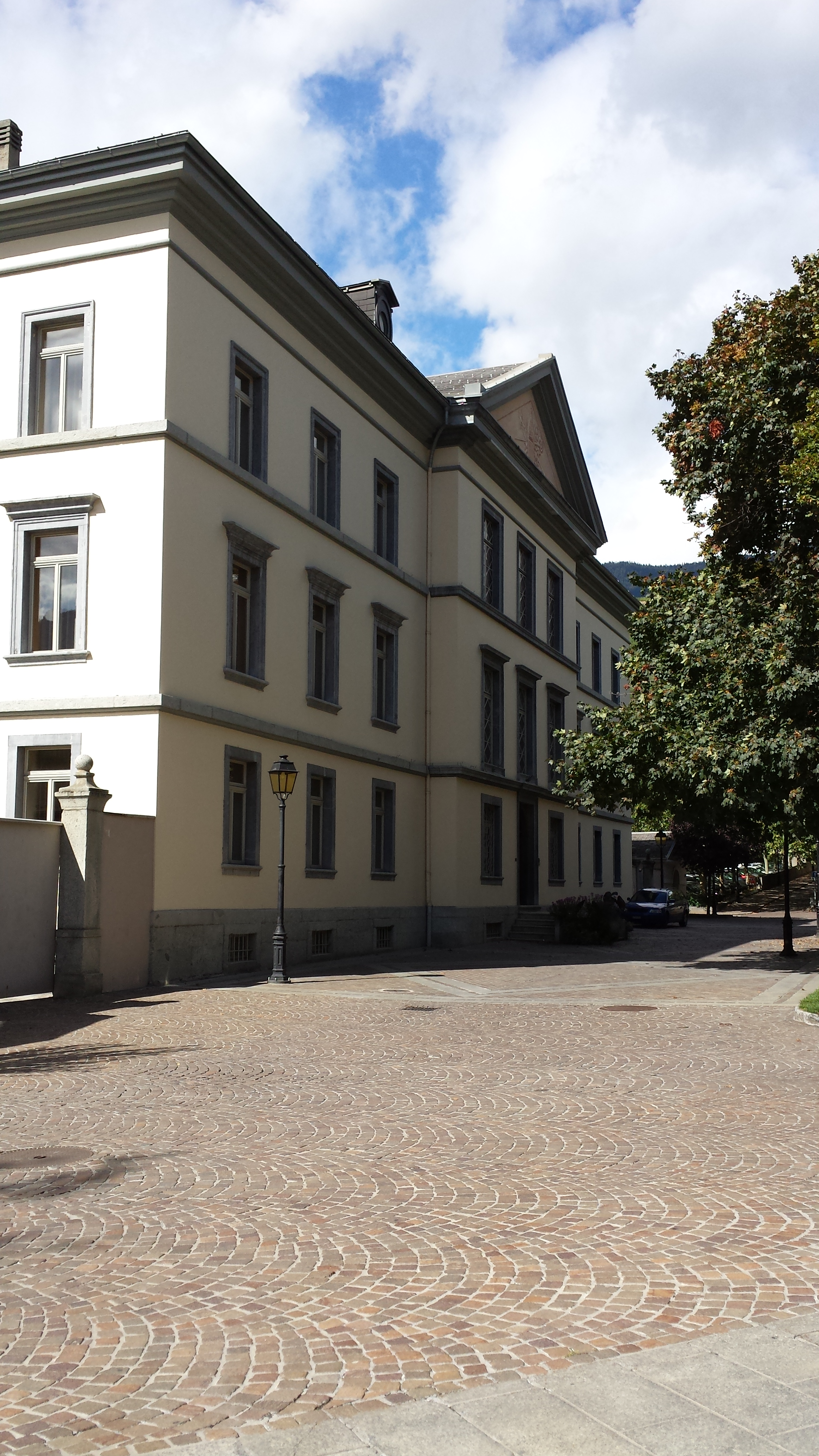
Palacio episcopal de Sion

Estudios realizados a partir de la segunda mitad del siglo XIX, en particular los de Jean Gremaud, han demostrado que la antigua lista episcopal de Sion, recogida por Gallia christiana, es relativamente reciente y en todo caso no anterior al siglo XVI, no se refiere a ninguna tradición determinada, contiene errores evidentes y muchos nombres de obispos espurios.

### Obispos de Octodurus
- San Teodulo o Teodoro † (antes de 381-después de 390)[8]
- Salvio † (mencionado en 450 circa)
- Protasio I † (mencionado en 490 circa)[9]
- Costanzo † (mencionado en 517)
- Rufo † (antes de 541-después de 549)
- Agricola † (mencionado en 565)

### Obispos de Sion
- San' Eliodoro † (mencionado en 585)[10]
- Rustico ? † (mencionado en 602/603)
- Leudemondo † (antes de 613-después de 614)
- Dracoaldo † (mencionado en 614?)[11]
- Protasio II † (mencionado en 650)[12]
- San Amato † (circa 660-690 falleció)[13]
- Vilicario[14] † (antes de 762-después de 765)
- San Alteo † (fines del siglo VIII)
- Adalongo † (primer cuarto del  siglo IX)
- Eiminio † (mencionado en 825)[15]
- Gualtiero † (antes de 877-después de 899/910)
- Asmundo † (mencionado en 932)
- Vulfino †
- Manfredo ? † (mencionado en 940 circa)
- Vultcherio † (siglo X)[16]
- Amizone † (antes de 983-después de 984 o 985)
- Hugues † (antes de 993/994-después de 1018/1020)
- Eberhard de Bourgogne † (siglo XI)
- Aimone de Savoya † (antes de 1034- 13 de julio de 1054 falleció)
- Ermenfroi † (circa 1054/1055-después de 1087)[17]
- Gausbert † (? - antes de 1092 falleció)
- Vilenc de Faucigny † (antes de 1107-después de 1116)
- Boson † (antes de 1135- antes de 1138 falleció)
- San Guarino † (circa 8 de marzo de 1138- 27 de agosto de 1150 falleció)
- Louis † (1150-circa 1162 falleció)
- Amédée de la Tour † (1162-después de 1168)
- Conon † (antes de 1179-después de 1181)
- Guillaume † (antes de 1184- 9 o 10 de julio de 1196 falleció)
- Nantelme d'Ecublens † (1196- 12 de mayo de 1203 falleció)
- Guillaume de Saillon † (circa 1203- 3 de julio de 1205 falleció)
- Landric de Mont † (circa 1206-antes del 10 de abril de 1237 renunció)
- Boson de Granges † (noviembre de 1237- 31 de enero de 1243[18] falleció)
- Heinrich von Raron † (1243- 19 de abril de 1271 falleció)
- Rodolfo de Valpelline † (junio de 1271- de julio de 1273 falleció)
- Pierre d'Oron † (diciembre de 1273- 18 de febrero de 1287 falleció)
  - Sede vacante (1287-1290)
- Boniface de Challant † (15 de diciembre de 1289- 18 de junio de 1308 falleció)
- Aymon de Châtillon † (julio de 1308- 16 de julio de 1323 falleció)
- Aymon de la Tour † (23 de noviembre de 1323- 24 de abril de 1338 falleció)
- Philippe de Chambarlhac † (22 de mayo de 1338- 25 de septiembre de 1342 nombrado arzobispo de Nicosia)
- Guichard Tavel † (25 de septiembre de 1342- 8 de agosto de 1375 falleció)
- Edoardo de Savoia-Acaia † (27 de noviembre de 1375- 21 de febrero de 1386 nombrado arzobispo de Tarentaise)
  - Guillaume de la Beaume † (27 de abril de 1386-? falleció) (obediencia aviñonense)
  - Humbert de Billens † (7 de febrero de 1389- 28 de noviembre de 1392) (obediencia aviñonense)
- Henri de Blanchis de Vellate † (1 de febrero de 1389- 16 de julio de 1393 renunció)
- Wilhelm von Raron I † (23 de enero de 1394- 27 de mayo de 1402 falleció)
- Wilhelm von Raron II † (12 de julio de 1402-1417 expulsado)
  - Andrea dei Benzi de Gualdo † (6 de junio de 1418- 20 de abril de 1431 nombrado obispo) (administrador apostólico)
- Andrea dei Benzi de Gualdo † (20 de abril de 1431- 17 de abril de 1437 falleció)
- Wilhelm von Raron III † (2 de junio de 1437- 30 de enero de 1451 falleció)
- Guillaume-Hugues d'Estaing † (1 de marzo de 1451- 11 de septiembre de 1454 renunció)
- Heinrich Asperling † (26 de agosto de 1454- 15 de diciembre de 1457 falleció)
- Walther Supersaxo von der Fluhe † (28 de febrero de 1458- 7 de julio de 1482 falleció)
- Jost von Silenen † (2 de agosto de 1482- 15 de abril de 1496 expulsado)
- Niklaus Schiner † (31 de agosto de 1496- 30 de agosto de 1499 renunció)
- Matthäus Schiner † (20 de septiembre de 1499- 30 de septiembre de 1522 falleció)
  - Paolo Emilio Cesi † (12 de noviembre de 1522- 8 de septiembre de 1529 renunció) (administrador apostólico)
- Adrian von Riedmatten I † (15 de mayo de 1542- 17 de marzo de 1548 falleció)
- Johannes Jordan † (13 de junio de 1548- 12 de junio de 1565 falleció)
- Hildebrand von Riedmatten † (20 de febrero de 1568- 4 de diciembre de 1604 falleció)
- Adrian von Riedmatten II † (19 de diciembre de 1605- 8 de octubre de 1613 falleció)
- Hildebrand Jost † (6 de septiembre de 1614- 16 de mayo de 1638 falleció)
  - Bartholomäus Supersaxo von der Fluhe † (6 de junio de 1638- 16 de julio de 1640 falleció) (obispo electo)
- Adrian von Riedmatten III † (25 de octubre de 1642- 19 de septiembre de 1646 falleció)
- Adrian von Riedmatten IV † (22 de agosto de 1650- 14 de agosto de 1672 falleció)
- Adrian von Riedmatten V † (26 de junio de 1673- 20 de mayo de 1701 falleció)
- Franz Josef Supersaxo von der Fluhe † (12 de junio de 1702- 1 de mayo de 1734 falleció)
- Johann Jakob Blatter † (27 de septiembre de 1734- 19 de enero de 1752 falleció)
- Johann Hildebrand Roten † (18 de diciembre de 1752- 19 de septiembre de 1760 falleció)
- Franz Friedrich Am Buel † (25 de mayo de 1761- 11 de abril de 1780 falleció)
- Franz Melchior Zen Ruffinen † (18 de septiembre de 1780- 14 de junio de 1790 falleció)
- Joseph Anton Blatter † (29 de noviembre de 1790- 19 de marzo de 1807 falleció)
- Joseph François Xavier de Preux † (24 de mayo de 1807- 1 de mayo de 1817 falleció)
- Augustin-Sulpice Zen-Ruffinen † (25 de mayo de 1817- 21 de diciembre de 1829 falleció)
- Moritz-Fabian Roten † (21 de marzo de 1830- 11 de agosto de 1843 falleció)
- Peter-Josef de Preux † (8 de noviembre de 1843- 15 de julio de 1875 falleció)
- Adrian Jardinier † (19 de agosto de 1875- 26 de febrero de 1901 falleció)
- Jules-Maurice Abbet † (26 de febrero de 1901 por sucesión-11 de julio de 1918 falleció)
- Viktor Bieler † (26 de mayo de 1919- 19 de marzo de 1952 falleció)
- François-Nestor Adam, C.R.B. † (8 de agosto de 1952- 22 de junio de 1977 retirado)
- Henri Schwery † (22 de julio de 1977- 1 de abril de 1995 renunció)
- Norbert Brunner (1 de abril de 1995- 8 de julio de 2014 renunció)
- Jean-Marie Lovey, C.R.B., desde el 8 de julio de 2014